# Aulacochthebius manipurensis
Aulacochthebius manipurensis är en skalbaggsart som först beskrevs av Armand D'Orchymont 1929.  Aulacochthebius manipurensis ingår i släktet Aulacochthebius och familjen vattenbrynsbaggar. Inga underarter finns listade i Catalogue of Life.